# Senat de Xile

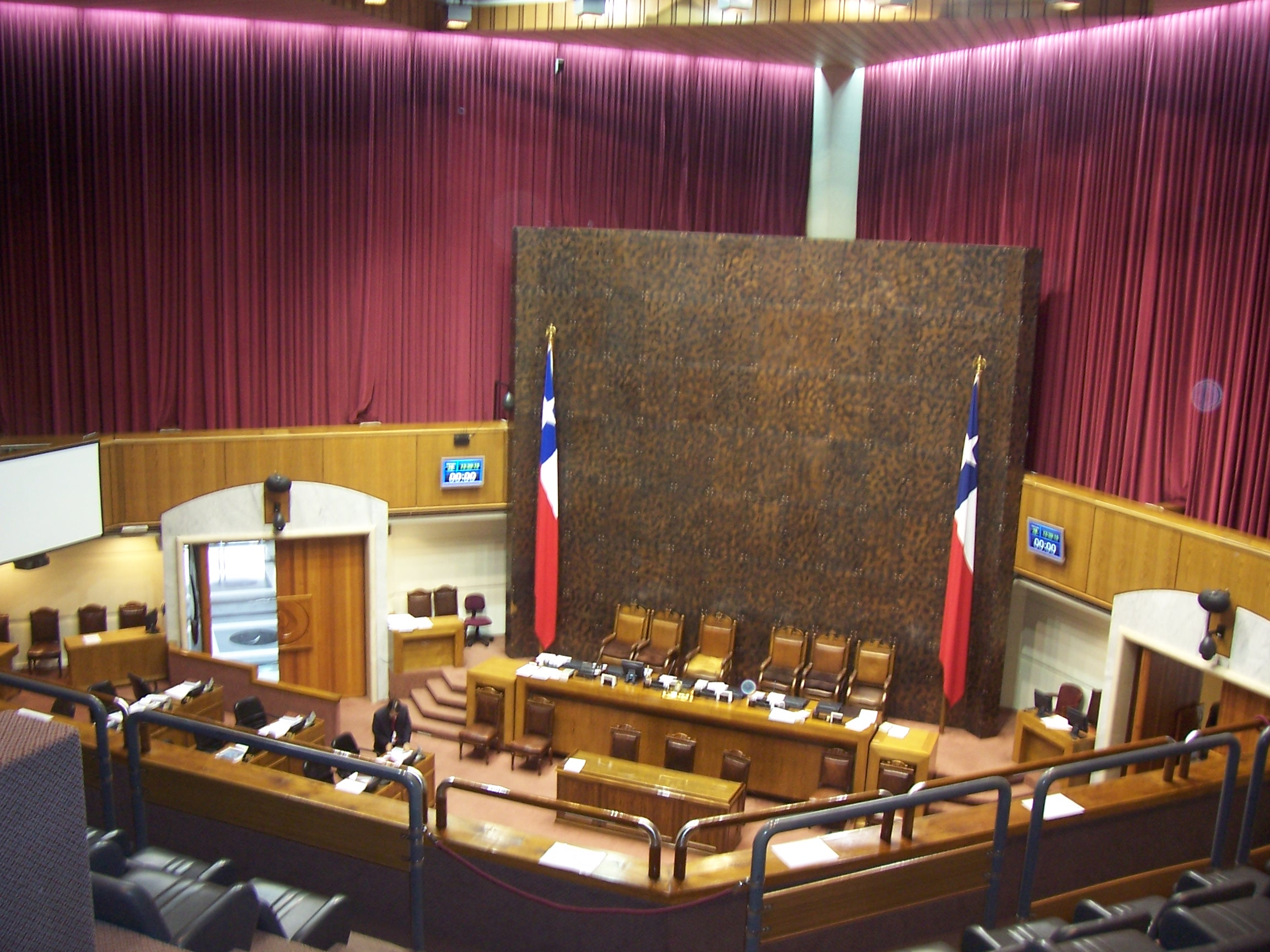
Sala actual del Senat de Xile.

ElSenat de Xile és una de les dues cambres del Congrés Nacional de Xile.
Les seves funcions són participar en l'elaboració de les lleis al costat de la Cambra de Diputats i del President de la República.
Des de l'11 de març de 2010, el Senat de Xile és presidit pel senador Jorge Pizarro de la DC.

## Funcions i atribucions del Senat
Al Senat correspon, naturalment, intervenir en el procés de formació de les lleis a Xile. Té, a més, les atribucions indicades en la Constitució, que li són exclusives (article 49 de la Constitució de 1980).

## Composició del Senat
En el règim polític imperant sota la Constitució Política de 1980, per analitzar la composició del Senat cal distingir:

### Disseny original de la Constitució de 1980
Les concepcions que tenien sobre la democràcia els redactors de la Constitució van conduir a consagrar un sistema particular, susceptible d'evitar els supòsits excessos del sufragi universal. El Senat quedaria compost no només pels elegits del poble (dos per cada regió, 26 en total), sinó també a manera d'una càmera de savis per certes autoritats, algunes designades (per altres), altres que gaudirien del càrrec per dret propi: senadors designats i senadors vitalicis, respectivament.
Els senadors designats serien nous senadors no electes per la nació, sinó per diverses autoritats. Es designaven cada 8 anys i, en cas de vacant de l'escó, és per mort, per incapacitat o inhabilitat, aquest no era reemplaçat, fins a la fi del període de vuit anys que li corresponia.
- Quatre senadors designats pel Consell de Seguretat Nacional. El Consell havia d'escollir els seus candidats entre els que hagueren exercit com comandants en cap de les Forces Armades o directors generals de Carrabiners de Xile.
- Tres senadors nomenats per la Cort Suprema. Dos d'ells havien haver estat ministres d'aquest tribunal almenys per dos anys seguits. El tercer senador designat per la Cort havia d'haver exercit per igual període com a contralor General de la República.
- Dos senadors designats pel President de la República. Un hauria d'haver estat rector universitari i l'altre, Ministre d'Estat.

Els senadors vitalicis serien senadors per dret propi. Els ex-presidents de la República que hagin exercit el seu càrrec pel mandat constitucional complet tindrien per dret propi el càrrec de senador. Aquest tindria, a més, la particularitat de ser un lloc vitalici.

### Des de 1990-2006
Originalment havia tretze circumscripcions, corresponents a les tretze regions del país, però les reformes constitucionals aprovades el 1989 van permetre dividir sis regions en dues circumscripcions cadascuna (les regions més poblades), reforçant la institucionalitat democràtica del Senat, en permetre més senadors electes (passant de 26 a 38), ja que es va mantenir la figura dels senadors designats i vitalicis.
El Senat durant aquest període va arribar a estar format per 38 senadors electes, 9 designats i 2 vitalicis. En total, 47 senadors (des de 1990 a 1998); 48 (1998 a 2000); 49 (2000 a 2002), i 48 (2002 a 2006).
Només dos ex-presidents van arribar a ocupar el càrrec de senador vitalici: Augusto Pinochet (de 1998 a 2002) i Eduardo Frei Ruiz-Tagle (de 2000 a 2006). Després del retir de la vida pública del primer, Frei va ser l'últim a exercir aquest càrrec.
Durant el govern de Ricardo Lagos, va ser promulgada una reforma constitucional, després d'haver estat aprovada gairebé unànimement pel Congrés Ple. Aquestes reformes, que van entrar en vigor l'11 de març de 2006, van permetre que el Senat estigués exclusivament integrat per membres electes pel poble, eliminant els senadors designats i vitalicis. El nombre de senadors va ser reduït així de 48 a 38 membres.
En l'actualitat, aquests 38 senadors són elegits directament per 8 anys a raó de 2 per cadascuna de les 19 circumscripcions senatorials del país.